# Cello (Browser)

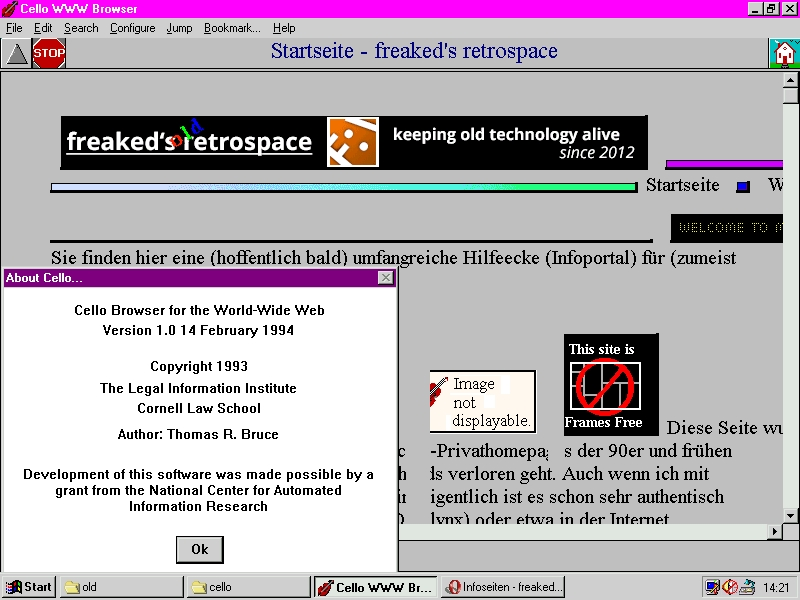
Cello 1.0 beim Betrachten einer gemeinfreien Website

Cello war ein früher Webbrowser für Microsoft Windows.
Er wurde von Thomas R. Bruce an der Cornell University entwickelt als Antwort darauf, dass viele Anwälte PCs mit Windows verwendeten, aber die meisten Webbrowser nur für Unix erhältlich waren. Cello wurde am 8. Juni 1993 veröffentlicht und zählt damit zu den ersten Webbrowsern für Windows. Am Höhepunkt seiner Verbreitung zählte der Webbrowser bis zu 200.000 Nutzer. Die letzte Version von Cello erschien 1994, kurz darauf verschwand der Browser von der Bildfläche aufgrund der wachsenden Konkurrenz durch den Netscape Navigator und später auch den Internet Explorer.
Cello bot neben der Unterstützung des HTTP-Standards noch FTP, Gopher, Telnet, Usenet sowie ein einfaches Mailprogramm zum Senden von E-Mails. Es konnte auch Bilder darstellen.